# Torstein Træen
Torstein Træen (16 de julho de 1995) é um ciclista norueguês, que atualmente corre para UCI ProTeam Uno-X Pro Cycling Team. Ele competiu no evento de contrarrelógio por equipe masculina no UCI Road World Championships 2017.

## Biografia
Em 2022, é nono da Volta à Catalunha. À saída da Tour dos Alpes, está ausente das competições durante vários meses para curar um cancro do testiculo. A sua patologia foi detectada como consequência de um controle antidopagem que pos de manifesto a presença de hCG que é um elemento que serve a indicar um cancro potencial.
Em 2023, termina décimo da Tour dos Alpes e oitava do Critério do Dauphiné. Selecionado para o Tour de France, sua primeira vez na corrida, cai durante a primeira etapa. Atingido de uma fratura a um cotovelo a esta ocasião, decide de continuar a corrida.

## Palmarés e resultados

### Palmarés por ano
- 2017
  - 2.º do campeonato da Noruega em estrada esperanças
- 2018
  - Tour te Fjells
  - 2.º da Volta internacional de Rodas
- 2019
  -  Campeão da Noruega do contrarrelógio por equipas
  - Tour te Fjells :
    - Classificação geral
      - 1.ª (contrarrelógio) e 4. ª etapas
- 2020
  - Tour te Fjells :
    - Classificação geral
      - 3. ª etapa

    - 3. ª etapa do Tour of Malopolska

  - 2.º do Lillehammer GP
  - 2.º do Tour of Malopolska
- 2022
  - 3.º do Lillehammer GP
  - 3.º da Tour de Langkawi
  - 9.º da Volta à Catalunha
- 2023
  - 8.º do Critério do Dauphiné

### Resultados nas grandes voltas

#### Tour de France
1 participação
- 2023 : 95.º

### Classificações mundiais
| Ano             | 2016  | 2017  | 2018  | 2019  | 2020 | 2021 | 2022 | 2023 | 2024 |
| --------------- | ----- | ----- | ----- | ----- | ---- | ---- | ---- | ---- | ---- |
| World Ranking   | 2562. | 2364. | 1455. | 2255. | 263. | 397. | 268. | 294. | 677. |
| UCI Europe Tour | 1721. | 1518. | 921.  | 1447. | 216. | 328. | 217. | -    | -    |
|                 |       |       |       |       |      |      |      |      |      |
| Fonte: UCI      |       |       |       |       |      |      |      |      |      |

### Cronograma de resultados da classificação geral  nas Grandes Voltas
| grande tour     | 2023 |
| --------------- | ---- |
| Giro d'Italia   | —    |
| Tour de France  | 95   |
| Volta a Espanha |      |

| —   | não competiu         |
| DNF | Não terminou         |
| IP  | Corrida em andamento |